# City Ground
O City Ground é um estádio de futebol situado em Nottingham, Inglaterra. O Nottingham Forest manda seus jogos no estádio, conhecido também como Trentside, por ter sido construído as margens do rio Trent, que corta parte da cidade. Construído e inaugurado em 1898, tem capacidade para 30.576 pessoas.
Localiza-se a apenas 275 metros de outro estádio, o Meadow Lane, do Notts County. Sua maior arquibancada chama-se Brian Clough Stand, em homenagem ao treinador mais vitorioso do clube, Brian Clough.

## Eurocopa 1996
Recebeu três partidas da Eurocopa 1996.
| Data        | 1ª equipe | Placar | 2ª equipe | Fase    | Público |
| ----------- | --------- | ------ | --------- | ------- | ------- |
| 11 de junho | Turquia   | 0–1    | Croácia   | Grupo D | 22,406  |
| 14 de junho | Portugal  | 1–0    | Turquia   | Grupo D | 22,670  |
| 19 de junho | Croácia   | 0–3    | Portugal  | Grupo D | 20,404  |